# Bajo una luna cámbrica
Bajo una luna cámbrica es el primer álbum de Dorso, publicado en 1989.

## Lista de temas
1. "Obertura"
2. "Cambric Dreams"
3. "Criptica Visión"
4. "Vuela en tu Dragón"
5. "Ciclope"
6. "Hidra"
7. "En los alrededores del Templo"
8. "Suite"
9. "Vuelo de Terodactilo"
10. "Expelido del Vientre"

## Personal
- Rodrigo Cuadra – Voz, bajo y teclado
- Gamal Eltit – Guitarra
- Eduardo Topelberg – Batería

- Datos: Q4848924